# 7519 Paulcook
7519 Paulcook eller 1989 UN3 är en asteroid i huvudbältet som upptäcktes den 31 oktober 1989 av den brittiske astronomen Brian G. W. Manning vid Stakenbridge-observatoriet. Den är uppkallad efter Paul A. Cook.
Asteroiden har en diameter på ungefär 10 kilometer och den tillhör asteroidgruppen Themis.